# Астраханская ТЭЦ-2
Астраханская ТЭЦ-2 — энергетическое предприятие в Астрахани, Южный федеральный округ. ТЭЦ является генерирующей мощностью «Лукойл-Астраханьэнерго».

## История и деятельность
Астраханская ТЭЦ-2 введена в эксплуатацию в 1985 году.
Установленная электрическая мощность – 380 МВт, установленная тепловая мощность – 910 Гкал/час.Тепловые нагрузки, покрываемые ТЭЦ, составляют:
в паре 13 ата - 344 т/ч, 
в горячей воде - 735 Гкал/ч, 
в т.ч. горячее водоснабжение - 112,5 Гкал/ч.
Тепловая схема - блочная.
Параметры тепловой станции:
- 2 котлоагрегата «ТПЕ-430» ст. № 1,2, топливо природный газ или мазут;
- 2 котлоагрегата «ТГМЕ-464» ст. № 3,4, топливо природный газ или мазут, паропроизводительность 500 т/час, давление пара 140 кгс/см2, температура перегретого пара 560° С;
- 2 водогрейных котла «КВГМ-100», теплопроизводительность 100 Гкал/час (дата пуска в эксплуатацию - декабрь 1984 г.);
- 2 турбины «ПТ-80/100-130/13» ст. № 1,2, мощность 80 МВт;
- 2 турбины «Т-110/120-130/5»ст. № 3,4, мощность 110 МВт;
- 3 генератора ТВФ-110-2 ЕУЗ и один ТВФ-120-2У3, завода "Сибэлектротяжмаш", напряжение - 10,5 кВ;
- 5 трансформаторов «ТДЦ-125000/110» (4 шт.) и «ТРДМ-25000/110» (1 шт.), напряжение трансформаторов 121/10,5 кВ и 115/6,3 кВ.

Высота дымовой трубы достигает 240 метров.
Имеются предложения установить на станции две газовые турбины мощностью по 35 МВт с увеличением установленной мощности станции до 450 МВт.